# Ciginggang
Ciginggang is een bestuurslaag in het regentschap Lebak van de provincie Banten, Indonesië. Ciginggang telt 3858 inwoners (volkstelling 2010).